# Vittoria Tarquini
Vittoria Tarquini, genannt La Bombace (oder Bambagia) (3. März 1670 in Venedig – 1746 ebenda) war eine italienische Sängerin (Sopran) des Barock. Sie war eine der gefeiertsten Sängerinnen ihrer Zeit und galt als eine der besten, wenn nicht die größte Tragödin auf der Opernbühne.

## Leben

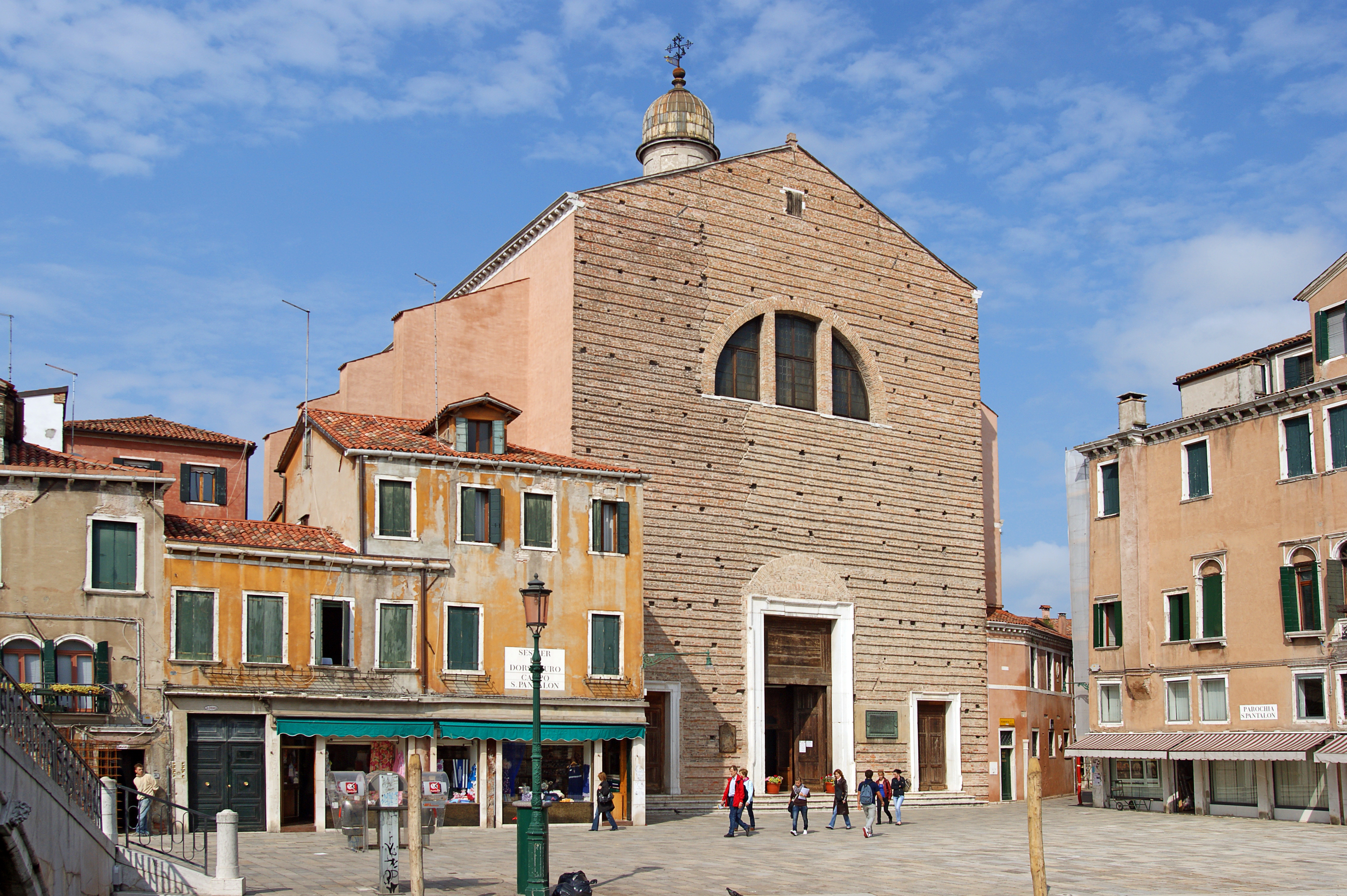
San Pantalon, Venedig

### Kindheit und Jugend
Vittoria Tarquinis Geburtsort und Herkunft wurden erst zu Beginn des 21. Jahrhunderts gelüftet.
Sie wurde in der Gemeinde von San Pantalon in der damaligen „Opernstadt“ Venedig als Tochter von Andrea Tarquini († 1705) und seiner Frau Giustina Corner am 3. März 1670 geboren und zehn Tage später, am 13. März, getauft. Möglicherweise stammten die Eltern aus venezianischem Adel, jedenfalls waren Taufpaten von Vittoria und ihrer jüngeren Schwester Caterina (* 1678) Adlige.
Vittoria hatte eine ältere Schwester namens Rosana Tarquini, die ebenfalls Sängerin war und 1682–83 am venezianischen Teatro San Luca auftrat. Rosana war verheiratet mit Santo Santinelli und sang später unter dem Namen Rosana Santinelli auch in Dresden, neben der berühmten Margarita Salicola, sowie in Hannover. Sie sang öfters in Werken von Giovanni Legrenzi.

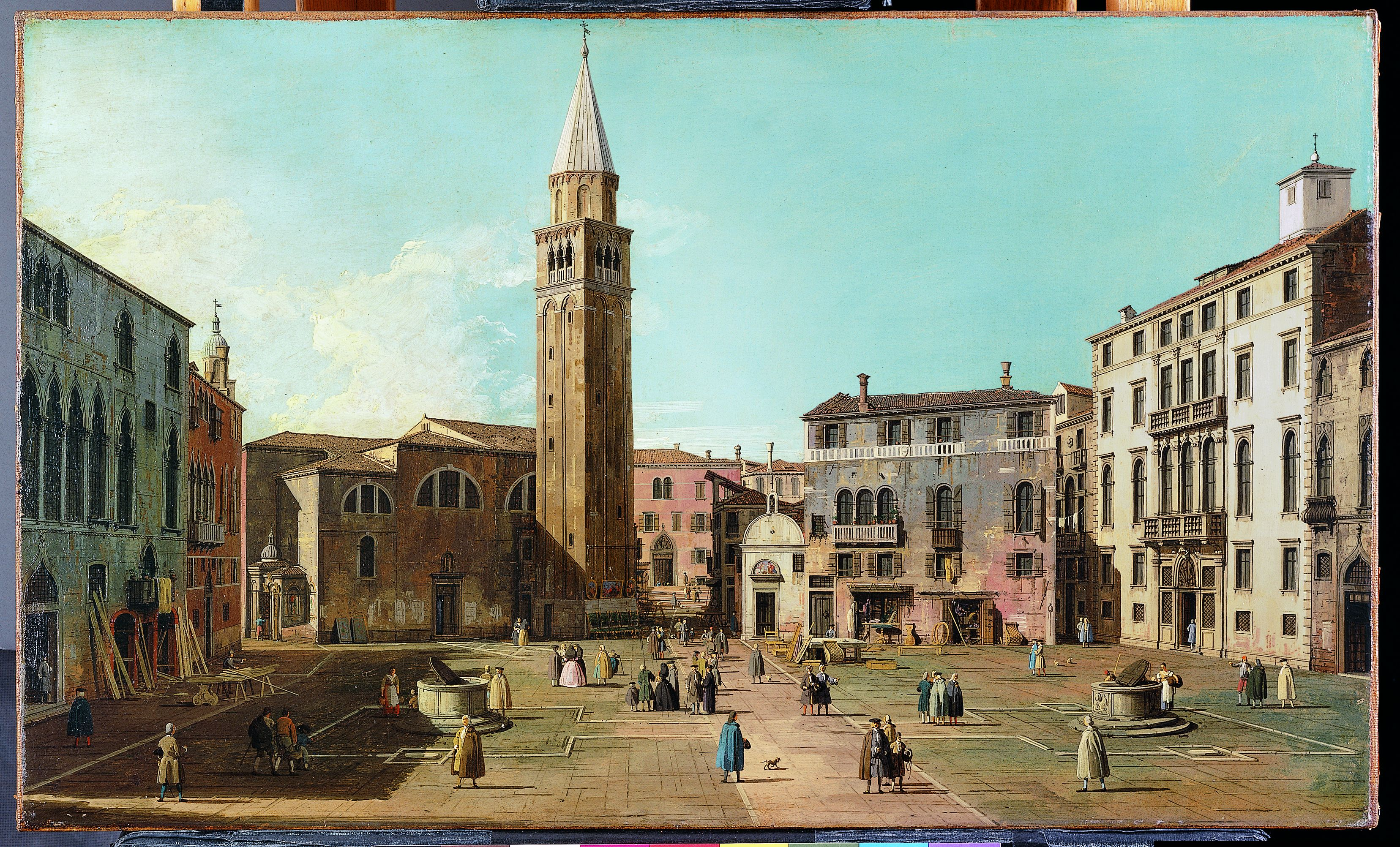
Canaletto: Der Campo Sant’Angelo in Venedig (um 1730)

Ihren ersten bekannten Auftritt hatte die vierzehnjährige Vittoria Tarquini 1685 am Teatro Sant’Angelo. Laut Beth Glixon wurde sie im selben Jahr wahrscheinlich Opfer einer Vergewaltigung, jedenfalls brachte Vittorias Vater einige Monate später eine Anklage wegen „rapto“ vor den drei Obersten des Rates der Zehn vor; es ist nicht bekannt, was letztlich aus dem Fall wurde.
1688 erreichte ihre Karriere einen ersten Höhepunkt, als sie am 24. Januar 1688 in Venedig am Teatro San Giovanni Grisostomo die Rolle der Giulia in der Uraufführung der Oper Orazio sang, deren Musik vermutlich von Giuseppe Felice Tosi stammte. Um dieselbe Zeit lernte sie den Erbprinzen der Toskana, Ferdinando de’ Medici (1663–1713), kennen, der später noch sehr wichtig für ihr Leben werden sollte. Der musikliebende Ferdinando war öfters zu Gast im Palast des Vincenzo Grimani, dem Leiter des Teatro San Giovanni Grisostomo, und begleitete die Tarquini bei einem privaten Konzert selber am Cembalo oder Spinett. Bereits zu dieser Zeit soll er eine Neigung („inclinatione“) für Vittoria gezeigt haben, der er einen Ring im Wert von 20 doppie schenkte. Ob Vittoria auch mit der „brava cantatrice“ (hervorragende Sängerin) identisch ist, der Ferdinando nach einem Konzert bei Grimani einen Diamanten im Wert von mehr als 100 Scudi schenkte, ist allerdings nicht gewiss. Am 14. Februar 1688, ebenfalls im San Giovanni Grisostomo, sang sie in Domenico Gabriellis Carlo il Grande die Partie der Angelica.

### Ein deutsches Intermezzo

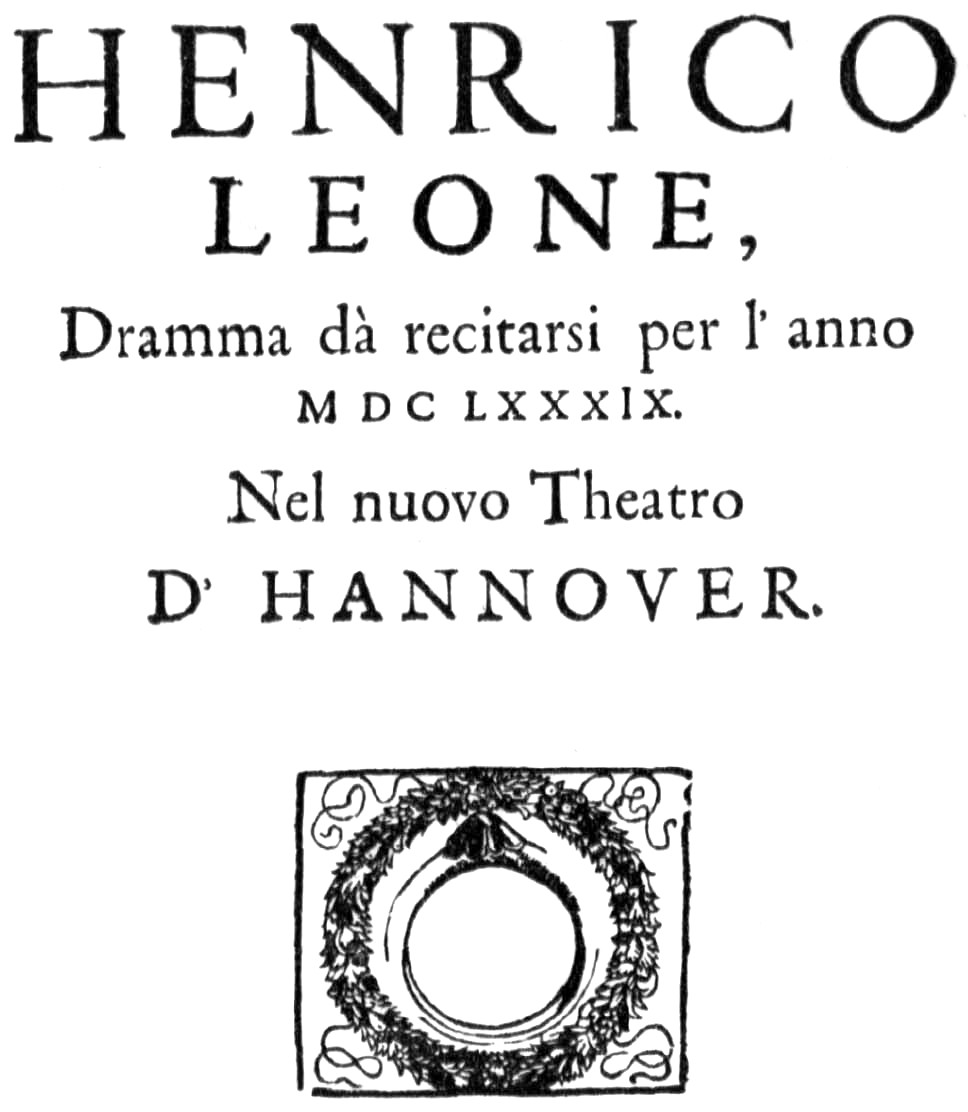
Titelblatt zu Agostino Steffanis Henrico Leone (1689)

Bereits kurz darauf, im Mai/Juni 1688, begab sich die Sängerin zusammen mit ihrer Schwester Cornelia und einem „musico Niccolino“ oder Nicolini (sehr wahrscheinlich Nicola Paris) nach Hannover an den Hof des Kurfürsten Ernst August, wo sie sich spätestens im Herbst 1688 aufhielt, um in Agostino Steffanis Henrico Leone aufzutreten (UA: 30. Januar 1689), zusammen mit dem Tenor Antonio Borosini, Giuseppe Galloni und dem besagten „Nicolini“.

Am 8. Januar 1689, drei Wochen vor der Premiere von Henrico Leone, heiratete sie in der Kirche Sankt Clemens in Hannover den Kapellmeister (oder ersten Violinisten) des Kurfürsten von Hannover, Jean Baptiste Farinelli. Vermutlich blieb sie noch einige Jahre in Deutschland und bei ihrem Gemahl, und trat auch in Steffanis La Lotta d’Ercole ed Acheloo auf, was jedoch bisher nicht bewiesen ist.
Um 1691–92 brachte sie ihren einzigen Sohn Giorgio Luigi Farinelli zur Welt, möglicherweise bereits in Venedig, nachdem sie ihren Mann verlassen hatte.

### Venedig und Neapel
Ende 1692 ist die mittlerweile zweiundzwanzigjährige Tarquini wieder in Venedig nachgewiesen, wo sie im Teatro San Giovanni Grisostomo in der besonders prunkvollen Premiere der Oper La forza della virtù (UA: 29. Dezember 1692) als Clotilda auftrat; die Musik schrieb vermutlich Carlo Francesco Pollarolo.

1693 war sie in Ferrara im Teatro Bonacossi und sang in einer Aufführung von Bernardo Pasquinis Lisimaco neben dem berühmten Kastraten Domenico Cecchi genannt „il Cortona“; sie wurde dabei mit dem italianisierten Nachnamen ihres Mannes als „Vittoria Farinelli“ angekündigt.

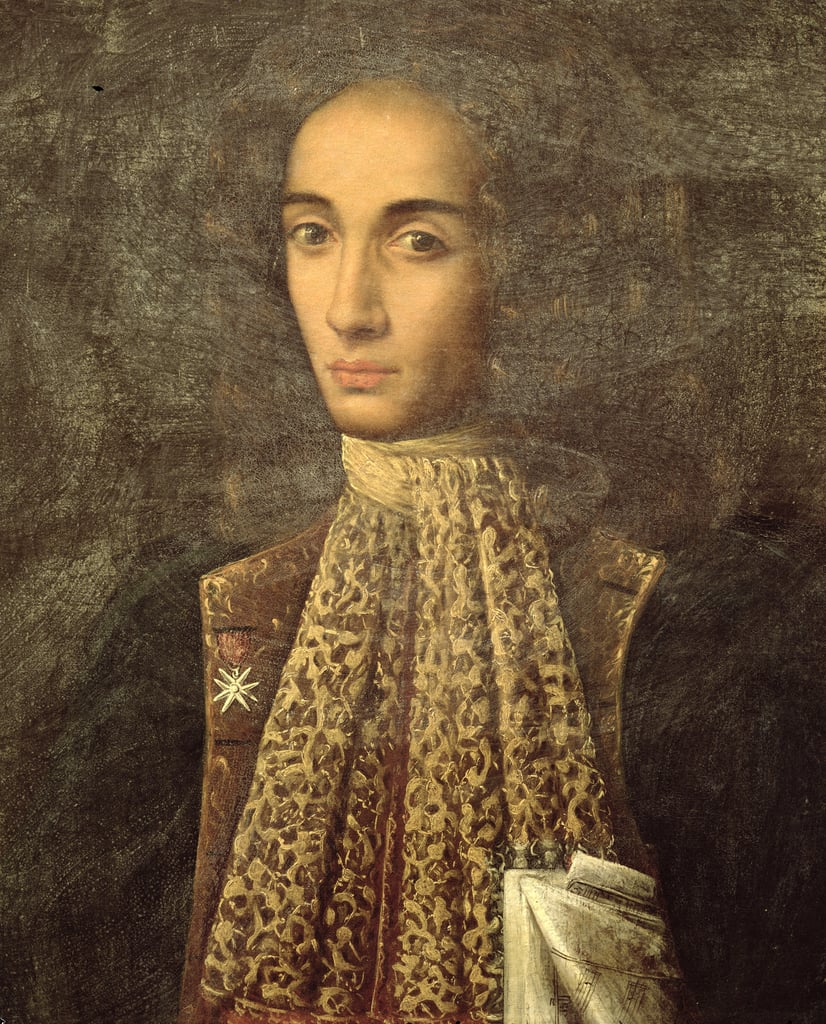
Alessandro Scarlatti

Als ein musikalischer Höhepunkt ihrer Laufbahn kann ihr Engagement in Neapel ca. 1693–98 gelten. Am Teatro San Bartolomeo war sie am 27. Dezember 1696 die erste Camilla in der Uraufführung von Giovanni Bononcinis erfolgreichster Oper Il Trionfo di Camilla, regina de’ Volsci, wo sie wieder an der Seite von „Cortona“ (D. Cecchi), sowie des Bassisten Cavana und der Sopranistin Maddalena Musi sang.

An derselben Bühne trat die Tarquini außerdem in verschiedenen Werken von Alessandro Scarlatti auf: in den Opern Il Pirro e Demetrio (1694), Didone delirante (1696), Comodo Antonino (UA: 18. November 1696), und L’ Emireno (overo il consiglio dell’ombra) (UA: 2. Februar 1697).
Außerdem sang sie während eines märchenhaften Festes in der meeresnahen Villa des spanischen Vizekönigs in Posillipo am 15. Juli 1696 als Venus in Scarlattis Serenata Venere, Amore ed Adone, an der Seite des berühmten Sopranisten Matteuccio und von Domenico Melchiorri. Die Gazzetta di Napoli lobte danach die „sehr auserlesenen Stimmen“ („scieltissime voci“) der drei Solisten.
Im folgenden Jahr sang sie in A. Scarlattis La Caduta de’ Decemviri (UA: 15. Dezember 1697, Teatro San Bartolomeo); und im Karneval 1698 als Valeria in G. Bononcinis Muzio Scevola, beide Male in einem Ensemble mit Matteuccio (Matteo Sassani), Maddalena Musi und dem jungen Nicolino (Nicolò Grimaldi).

### Favoritin der Medici

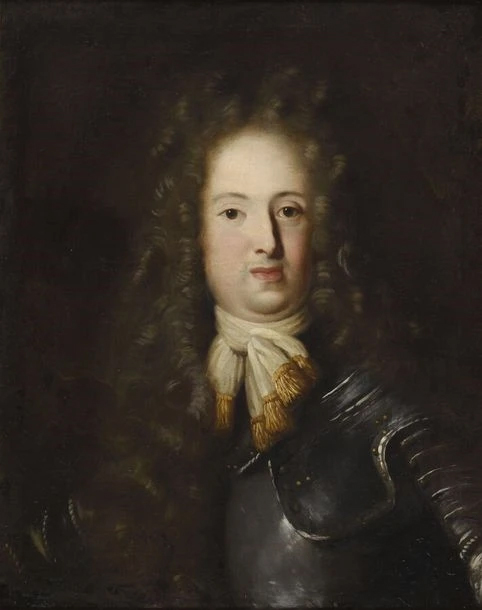
Ferdinando de’ Medici

Spätestens ab März 1698 war sie in Florenz und stand von da an in den Diensten von Ferdinando de’ Medici, den sie bereits zehn Jahre zuvor in Venedig kennengelernt hatte. Während ihrer florentinischen Jahre hatte sie außerdem ein sehr freundschaftliches Verhältnis zu dem Kardinal Francesco Maria de’ Medici, mit dem sie auch in Briefkontakt stand; dagegen ist ein Briefwechsel zwischen der Tarquini und Ferdinando de’ Medici, dessen Maitresse sie angeblich gewesen sein soll, nicht belegt.
Gesichert ist, dass sie am Medici-Hof die bevorzugte Stellung einer Primadonna und persönlichen Lieblingssängerin genoss und im Gegensatz zu den „gewöhnlichen“ Sängern auch nicht an Opernhäuser in ganz Italien „verliehen“ wurde, sondern ausschließlich in der Toskana auftrat, vor allem in Florenz und Livorno, im Wirkkreis der Medici. Sie trat regelmäßig bei den Produktionen des Medici-Hofes auf, vor allem in Opern von Alessandro Scarlatti und Giacomo Antonio Perti. Daneben reiste sie regelmäßig zu Weihnachten oder im Frühling in ihre Heimatstadt Venedig und war im Jahr 1700 auch vorübergehend in Rom.
In Florenz wohnte sie ganz in der Nähe des Palazzo Pitti, im selben Haus wie der Kastrat Francesco de Castris („Cecchino“), ein anderer Günstling Ferdinandos. Vittoria Tarquini und de Castris waren im Februar 1701 Taufpaten der später berühmten Altistin Vittoria Tesi.

Zwischen der Tarquini und De Castris kam es jedoch zunehmend zu Eifersüchteleien und anderen zwischenmenschlichen Problemen. Schließlich eskalierte diese Situation, als der Sopranist im Jahr 1703 versuchte, die Tarquini aus der Gunst Ferdinandos mithilfe von Intrigen zu verdrängen. Am Ende zog der Kastrat jedoch den Kürzeren und wurde von Ferdinando nach Rom geschickt, während Vittoria in Florenz blieb.
1706, in dem Jahr als Georg Friedrich Händel nach Florenz kam, sang Vittoria Tarquini unter anderem in Pratolino in Scarlattis Il Gran Tamerlano.

### Händel und „Victoria“

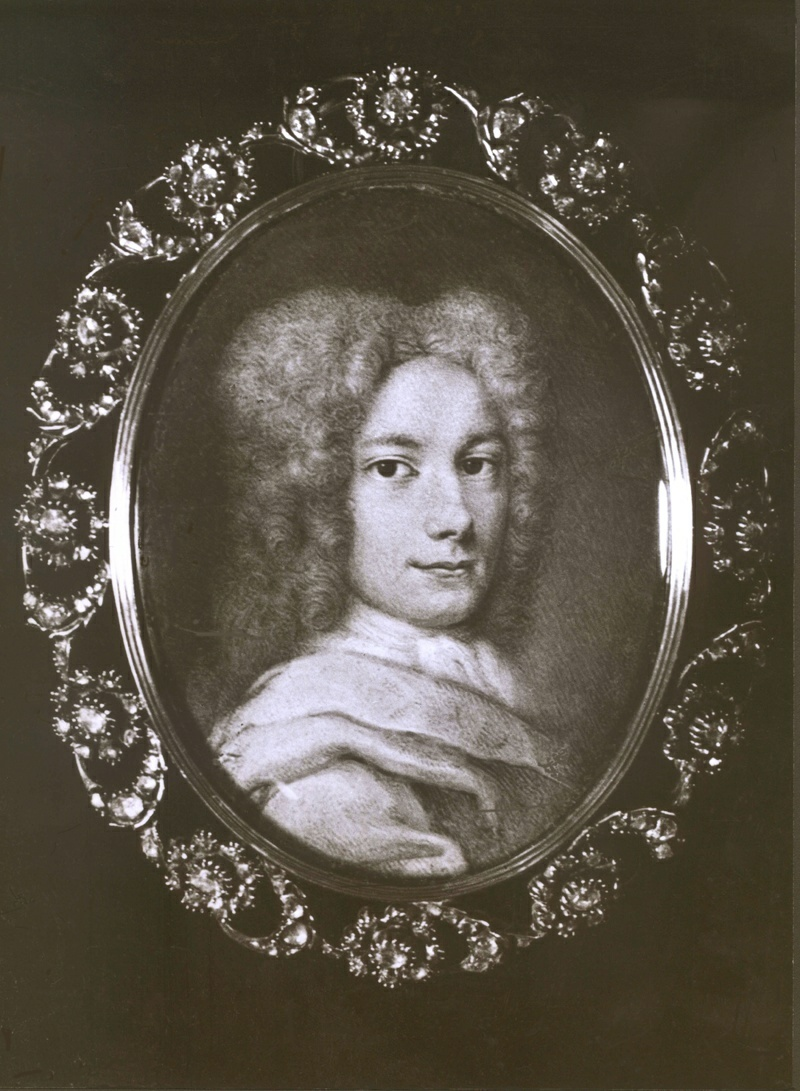
Georg Friedrich Händel

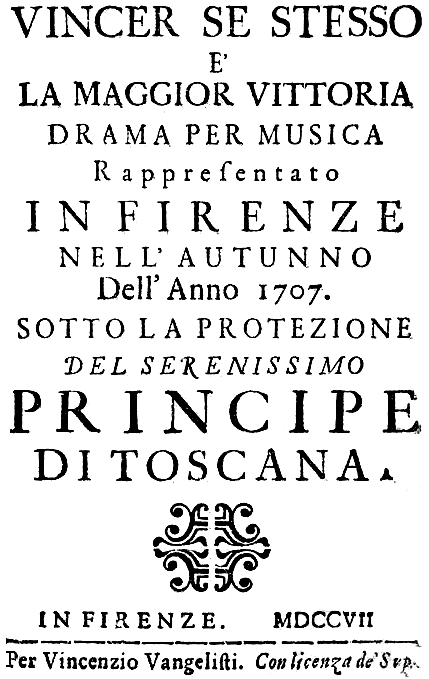
Titel zum Libretto von Händels Rodrigo, Florenz 1707

„Diese Oper zog die besten Sänger von den anderen Opernhäusern (von Venedig, Anm. d. Ü.) an. Unter den vornehmsten war die berühmte VITTORIA, die kurz vor HÄNDELS Ankunft in Venedig vom Großfürsten die Erlaubnis erhalten hatte, in einem der Opernhäuser dort zu singen. In AGRIPPINA gab ihre Zuneigung ihren Talenten neuen Glanz. HÄNDEL schien fast so groß und majestätisch wie Apollo, und es war weit von den Absichten der Dame so grausam und eigensinnig wie Daphne zu sein.“
„This Opera drew over all the best singers from the other houses. Among the foremost of these was the famous VITTORIA, who a little before HANDEL’S removal to Venice had obtained permission of the grand Duke to sing in one of the houses there. At AGRIPPINA her inclinations gave new lustre to her talents. HANDEL seemed almost as great and majestic as Apollo, and it was far from the lady’s intention to be so cruel and obstinate as Daphne.“

Vittoria Tarquini ist die einzige bekannte Person, die laut historischen Quellen mit Händel eine Liebschaft gehabt haben soll. Diese nicht völlig bewiesene, aber auch nicht eindeutig widerlegte Beziehung hat in Händel-Fachkreisen zu kontroversen und polemischen Debatten geführt.
Laut Mainwaring sang eine berühmte „Victoria“ oder „Vittoria“, „die sowohl als Schauspielerin wie als Sängerin sehr bewundert wurde“, und allgemein mit Vittoria Tarquini identifiziert wird, auch in Händels Opern Rodrigo (Florenz 1707) und Agrippina (Venedig 1709); auch deutet Mainwaring blumig aber ziemlich unverhohlen an, dass sie in Händel verliebt gewesen sei und dass sie möglicherweise eine Liebschaft miteinander hatten, trotz des relativ großen Altersunterschieds von 15 Jahren (und trotz ihrer angeblichen Beziehung mit Ferdinando de’ Medici).
Das letztere behauptete gerüchteweise auch 1710 die 80-jährige Sophie von Hannover in einem Brief an Sophie Dorothea von Preußen:

„… der Kurfürst hat einen Kapellmeister eingestellt, der Händel heißt und wunderbar Cembalo spielt und an dem der Fürst und die Kurfürstin viel Freude haben, er ist ein ziemlich schöner Mann und es geht das Gerücht, dass er der Geliebte der Victoria war.“
„… que L’Electeur a pris un maitre de chapelle qui sappelle Hendel qui ioue a mervelle du clavesin dont le Prince et la Princesse Electorale on beaucoup de ioye, il est assez bel homme et la medisance dit qu’il a este amant de la Victoria.“

Es liegt auf der Hand, dass Händel Vittoria um 1706–1707 in Opern-Produktionen der Medici auf der Bühne gesehen und höchstwahrscheinlich auch persönlich kennengelernt hat. Ziemlich sicher müssen sich die beiden im Mai–Juni 1707 auch in Fürst Ruspolis Villa in Vignanello bei Rom begegnet sein, wo Vittoria wie auch Margherita Durastanti auf der Gästeliste stand. Möglicherweise wurden Händels Kantaten Un’alma innamorata (HWV 173; datiert 30. Juni 1707) und/oder Armida abbandonata bei dieser Gelegenheit von Vittoria Tarquini gesungen.
Dagegen glaubte Keates, dass sie nicht in Händels Rodrigo sang, wie von Mainwaring überliefert, da sie 1707 in der Villa von Pratolino am Hof von Ferdinando de’ Medici gewesen sei und dort als Gesangs-Star hervortrat. Die Tarquini sang z. B. 1707 in Pertis Dionisio, re di Portogallo. Es ist jedoch die Frage, wie stichhaltig Keates’ Argumentation ist, da Florenz und Pratolino nicht weit voneinander entfernt sind.
Ob sie 1709 in Venedig zum Ensemble von Händels Agrippina gehörte, ist allerdings fraglich und nicht erwiesen, da die Titelrolle mit Margherita Durastanti besetzt war und die Poppea von la Diamantina gesungen wurde.
Beth Glixon wies allerdings darauf hin, dass Vittoria auffälligerweise Beziehungen zu den Grimani und deren Theater San Giovanni Grisostomo, wo Agrippina aufgeführt wurde, und auch nach Hannover hatte, woraus sich die (unbeantwortbare) Frage ergibt, ob sie irgendwie unterstützend in den Verlauf von Händels Karriere involviert war.

### Ende der Karriere und späte Jahre

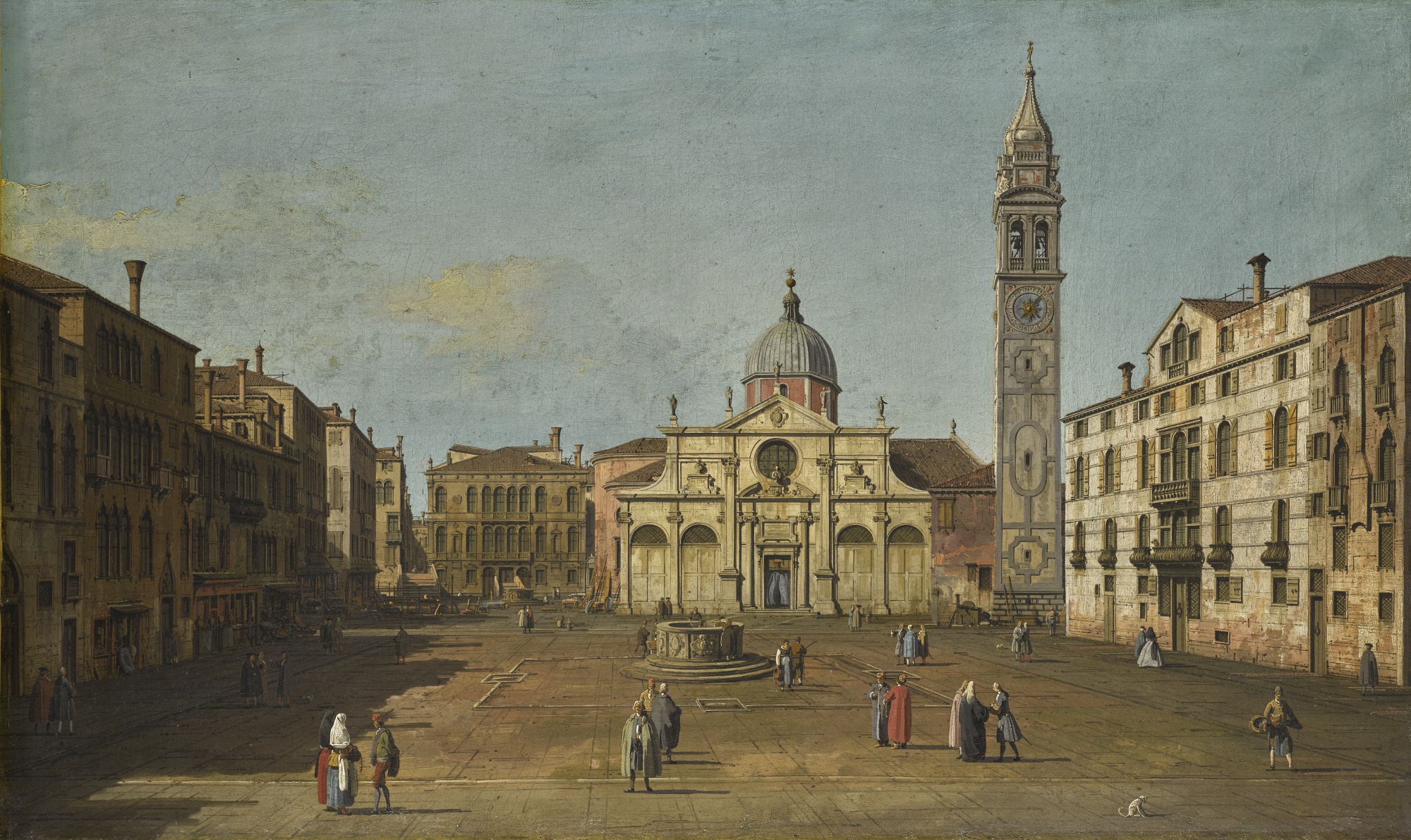
Ansicht des Campo Santa Maria Formosa von Canaletto, um 1735

1708 schuf Massimiliano Soldani Benzi eine Bronze-Medaille mit einem Porträt von Vittoria Tarquini auf der einen Seite und einem Rosenstock und anderen Blumen auf der Rückseite; auf der Rückseite steht ein lateinischer Wahlspruch „Supereminet omnes“ (Sie überragt Alle). Da Medaillen nur sehr selten mit dem Abbild von Frauen, und wenn, dann vor allem von hohen Adligen, gemacht wurden, war dies eine außerordentlich hohe Ehre für die Sängerin.
Nach ihrer Karriere lebte Vittoria Tarquini in Venedig, in ihrem Haus in der Gemeinde von Santa Maria Formosa, das sie im Jahr 1705 erworben hatte. Ihr Mann Jean Baptiste Farinelli, von dem sie über 20 Jahre lang getrennt war, kam 1714 nach Venedig und lebte bis zu seinem Tode im Jahr 1725 wieder mit ihr zusammen.

Die Tarquini hatte einen freundschaftlichen Kontakt zu ihrer berühmten Kollegin Maria Maddalena Musi (mit der sie früher zusammen auf der Bühne agiert hatte), die zu ihr soviel Vertrauen hatte, dass sie sie 1718 zu ihrer „Prokuratorin“ über einige Investitionen machte.
1744 machte Vittoria Tarquini ihr Testament, in dem sie ihren Sohn Luigi zu ihrem Haupterben machte. Sie starb 1746 in Venedig.

## Einzelanmerkungen
1. ↑  Beth L. Glixon: „Supereminet omnes, New light on the Life and Career of Vittoria Tarquini“, in: Händel-Jahrbuch 62, 2016, S. 401–414, hier: S. 402 und 413.
2. 1 2  Eleanor Selfridge-Field: A New Chronology of Venetian Opera and Related Genres, 1660–1760, Stanford University Press, 2007, S. 185 (Fußnote 314), Auszüge online als Google-Book (englisch; abgerufen am 26. Oktober 2019)
3. 1 2 3 4 5 6 7 8  Vittoria Tarquini dite la Bombace, online auf Quell‘usignolo (französisch; abgerufen am 27. Oktober 2019)
4. ↑  Beth L. Glixon: „Supereminet omnes, New light on the Life and Career of Vittoria Tarquini“, in: Händel-Jahrbuch 62, 2016, S. 401–414, hier: S. 402 und 403 (Fußnote 7 und Fußnote 8).
5. 1 2 3 4  Beth L. Glixon: „Supereminet omnes, New light on the Life and Career of Vittoria Tarquini“, in: Händel-Jahrbuch 62, 2016, S. 401–414, hier: S. 403.
6. ↑  Der Name des Vaters geht auch hervor aus dem Taufeintrag der später berühmten Altistin Vittoria Tesi, deren Patin die Tarquini war (am 13. Februar 1700 „ab incarnatione“ = 13. Februar 1701 nach gregorianischem Kalender), und wo ihr Name angegeben ist als: „… Vettoria di Andrea Tarquini ne’ Farinelli, sempre del popolo di San Frediano, …“. Siehe: Maria Augusta Timpanaro Morelli: Per Tommaso Crudeli: nel 255° anniversario della morte, 1745–2000, Firenze, Olschki 2000, S. 31, ISBN 88-222-4866-X
7. ↑  Beth L. Glixon: „Supereminet omnes, New light on the Life and Career of Vittoria Tarquini“, in: Händel-Jahrbuch 62, 2016, S. 401–414, hier: S. 403 (Fußnote 9).
8. ↑  Helen Coffey: „Opera for the House of Brunswick-Lüneburg, Italian singers at the Hannover Court“, in: Claudia Kaufold, Nicole K. Strohmann, Colin Timms (Hrsg.): Agostini Steffani - Europäischer Komponist, hannoverscher Diplomat und Bischof der Leibniz-Zeit, Vandenhoeck & Ruprecht (V&R-unipress), Göttingen, 2017, S. 107–122, hier: S. 116, Auszüge online als Google-Book (abgerufen am 21. Oktober 2019)
9. ↑  In der hier verwendeten Literatur wird Ferdinand meist als Großfürst (engl.: Grand Duke) der Toskana bezeichnet, was er jedoch genaugenommen nicht war, sondern sein Vater Cosimo III. de’ Medici.
10. 1 2  Beth L. Glixon: „Supereminet omnes, New light on the Life and Career of Vittoria Tarquini“, in: Händel-Jahrbuch 62, 2016, S. 401–414, hier: S. 405 (Fußnote 17).
11. ↑  Selfridge bezieht die Episode von dem geschenkten Diamanten auf Vittoria Tarquini. Eleanor Selfridge-Field: A New Chronology of Venetian Opera and Related Genres, 1660–1760, Stanford University Press, 2007, S. 184–185, Auszüge online als Google-Book (englisch; abgerufen am 26. Oktober 2019)
12. ↑  Eleanor Selfridge-Field: A New Chronology of Venetian Opera and Related Genres, 1660–1760, …, 2007, S. 186.
13. ↑  „Musico“ war die allgemein übliche italienische Bezeichnung für einen Kastraten.
14. ↑  Beth L. Glixon: „Supereminet omnes, New light on the Life and Career of Vittoria Tarquini“, in: Händel-Jahrbuch 62, 2016, S. 401–414, hier: S. 405 (Fußnote 20).
15. ↑  Am 3. Juni schreibt der florentinische Botschafter in Venedig: „Vittorietta insieme con la sua sorella Cornelia convogliate als musico Niccolino partirono le settimane a dietro alla volta di Annover.“ Helen Coffey: „Opera for the House of Brunswick-Lüneburg, Italian singers at the Hannover Court“, in: Claudia Kaufold, Nicole K. Strohmann, Colin Timms (Hrsg.): Agostini Steffani – Europäischer Komponist, hannoverscher Diplomat und Bischof der Leibniz-Zeit, Vandenhoeck & Ruprecht (V&R-unipress), Göttingen, 2017, S. 107–122, hier: S. 117, Auszüge online als Google-Book (englisch; abgerufen am 21. Oktober 2019)
16. ↑  UA = Uraufführung (auch in der Folge)
17. ↑  Helen Coffey: „Opera for the House of Brunswick-Lüneburg, Italian singers at the Hannover Court“, in: Claudia Kaufold, Nicole K. Strohmann, Colin Timms (Hrsg.): Agostini Steffani – Europäischer Komponist, hannoverscher Diplomat und Bischof der Leibniz-Zeit, …, Göttingen, 2017, S. 107–122, hier: S. 117
18. ↑  Beth L. Glixon: „Supereminet omnes, New light on the Life and Career of Vittoria Tarquini“, in: Händel-Jahrbuch 62, 2016, S. 401–414, hier: S. 406 (Fußnote 22).
19. 1 2  Timms behauptet, die Hochzeit habe in Kopenhagen (!) stattgefunden, was allein angesichts der damaligen Reisezeiten recht unglaubwürdig erscheint. Colin Timms: Polymath of the Baroque: Agostino Steffani and His Music, Oxford University Press, 2003, S. 55, Auszüge online als Google Book (englisch; abgerufen am 21. Oktober 2019)
20. ↑  Matthew Gardner: „Steffani‘s Italian Opera singers in Hannover, Recruitment and Vocal Style“, in: Claudia Kaufold, Nicole K. Strohmann, Colin Timms (Hrsg.): Agostini Steffani – Europäischer Komponist, hannoverscher Diplomat und Bischof der Leibniz-Zeit, …, Göttingen, 2017, S. 123–138, hier: S. 128
21. ↑  Beth L. Glixon: „Supereminet omnes, New light on the Life and Career of Vittoria Tarquini“, in: Händel-Jahrbuch 62, 2016, S. 401–414, hier: S. 406–407.
22. ↑  Eleanor Selfridge-Field: A New Chronology of Venetian Opera and Related Genres, 1660–1760, …, 2007, S. 205
23. ↑  Lisimaco (Bernardo Pasquini) im Corago-Informationssystem der Universität Bologna.
24. ↑  Il trionfo di Camilla regina de' Volsci (Giovanni Bononcini) im Corago-Informationssystem der Universität Bologna.
25. ↑  Beth L. Glixon: „Supereminet omnes, New light on the Life and Career of Vittoria Tarquini“, in: Händel-Jahrbuch 62, 2016, S. 401–414, hier: S. 407 (Fußnote 27).
26. ↑  Comodo Antonino (Alessandro Scarlatti) im Corago-Informationssystem der Universität Bologna.
27. ↑  L' Emireno overo il consiglio dell'ombra (Alessandro Scarlatti) im Corago-Informationssystem der Universität Bologna.
28. ↑  Grazia Carbonella: „Matteo Sassano il rosignolo di Napoli“, in: La Capitanata, 21, 2007, S. 235–260, hier: S. 239–240, online auf Academia (italienisch; abgerufen am 21. Oktober 2019)
29. ↑  La Caduta de' Decemviri (Alessandro Scarlatti) im Corago-Informationssystem der Universität Bologna.
30. ↑  Muzio Scevola (Giovanni Bononcini) im Corago-Informationssystem der Universität Bologna.
31. ↑  Beth L. Glixon: „Supereminet omnes, New light on the Life and Career of Vittoria Tarquini“, in: Händel-Jahrbuch 62, 2016, S. 401–414, hier: S. 408–409.
32. ↑  Beth L. Glixon: „Supereminet omnes, New light on the Life and Career of Vittoria Tarquini“, in: Händel-Jahrbuch 62, 2016, S. 401–414, hier: S. 408 (besonders Fußnote 31).
33. ↑  Beth L. Glixon: „Supereminet omnes, New light on the Life and Career of Vittoria Tarquini“, in: Händel-Jahrbuch 62, 2016, S. 401–414, hier: S. 409.
34. ↑  Beth L. Glixon: „Supereminet omnes, New light on the Life and Career of Vittoria Tarquini“, in: Händel-Jahrbuch 62, 2016, S. 401–414, hier: S. 410.
35. ↑  Beth L. Glixon: „Supereminet omnes, New light on the Life and Career of Vittoria Tarquini“, in: Händel-Jahrbuch 62, 2016, S. 401–414, hier: S. 412–413.
36. ↑  Francesco Lora: Tesi, Vittoria, detta la Fiorentina o la Moretta. In: Raffaele Romanelli (Hrsg.): Dizionario Biografico degli Italiani (DBI). Band 95: Taranto–Togni. Istituto della Enciclopedia Italiana, Rom 2019.
37. ↑  Maria Augusta Timpanaro Morelli: Per Tommaso Crudeli: nel 255° anniversario della morte, 1745–2000, Firenze, Olshki, 2000, S. 31, ISBN 88-222-4866-X
38. ↑  Beth L. Glixon: „Supereminet omnes, New light on the Life and Career of Vittoria Tarquini“, in: Händel-Jahrbuch 62, 2016, S. 401–414, hier: S. 409–410.
39. ↑  Digitalisat in der Google-Buchsuche
40. ↑  Donald Burrows: Handel, Oxford University Press, 2. Edition 2010, S. 1365, Auszüge online als Google-Book (englisch; abgerufen am 27. Oktober 2019)
41. ↑  Besonders unter Anhängern der These, dass der ewige Junggeselle Händel eigentlich homosexuell gewesen sei.
42. ↑  Zitat von Mainwaring, hier nach: Donald Burrows: Handel, Oxford University Press, 2. Edition 2010, S. 1359–1360, in Auszügen online als Google-Book (englisch; abgerufen am 27. Oktober 2019)
43. ↑  Donald Burrows: Handel, Oxford University Press, 2. Edition 2010, S. 1359–1360 und 1365, Auszüge online als Google-Book (englisch; abgerufen am 27. Oktober 2019)
44. ↑  Jonathan Keates: Handel – the Man and his music, Random House, 1985/2009, S. 34–37 & 49, Auszüge online als Google-Book (englisch; abgerufen am 27. Oktober 2019)
45. ↑  … den Mainwaring nicht gekannt haben kann!
46. ↑  Hier nach: Anita Sikora: The Deconstruction of a Myth or A writer's perspectives on Handel's life (An Essay started on 14. April 2016), (keine Seitenzahlen), online auf academia.edu (englisch (Zitat französisch); abgerufen am 21. Oktober 2019)
47. ↑  Der Brief wird auch erwähnt von: Colin Timms: Polymath of the Baroque: Agostino Steffani and His Music, Oxford University Press, 2003, S. 55
48. ↑  Laut Thomas wurde die Textstelle von Anthony Hicks entdeckt. Gary C. Thomas: „Was George Frideric Handel gay?“, in: Philip Brett, Elizabeth Wood, Gary C. Thomas (Hrsg.): Queering the Pitch, Routledge, 2013, S. 155-204, hier: S. 164; Auszüge online als Google-Book (englisch; abgerufen am 26. Oktober 2019)
49. ↑  Beth L. Glixon: „Supereminet omnes, New light on the Life and Career of Vittoria Tarquini“, in: Händel-Jahrbuch 62, 2016, S. 401–414, hier: S. 410–411.
50. 1 2  Jonathan Keates: Handel – the Man and his music, Random House, 1985/2009, S. 34, Auszüge online als Google-Book (englisch; abgerufen am 27. Oktober 2019)
51. ↑  Anita Sikora: The Deconstruction of a Myth or A writer's perspectives on Handel's life (An Essay started on 14. April 2016), (keine Seitenzahlen).
52. ↑  Jonathan Keates: Handel – the Man and his music, Random House, 1985/2009, S. 37.
53. ↑  Donald Burrows, Helen Coffey, John Greenacombe, Anthony Hicks: George Frideric Handel Collected Documents, Cambridge 2015. Hier nach: Anita Sikora: The Deconstruction of a Myth or A writer's perspectives on Handel's life …, (keine Seitenzahlen).
54. ↑  Anita Sikora: The Deconstruction of a Myth or A writer's perspectives on Handel's life …, (keine Seitenzahlen).
55. ↑  Eine Besetzungsliste der Uraufführung findet sich auf der Website des Handel-Institute (abgerufen am 29. Oktober 2019).
56. ↑  Beth L. Glixon: „Supereminet omnes, New light on the Life and Career of Vittoria Tarquini“, in: Händel-Jahrbuch 62, 2016, S. 401–414, hier: S. 411.
57. ↑  Siehe die Website numismatica-italiana (Abruf am 29. Oktober 2019)
58. ↑  Beth L. Glixon: „Supereminet omnes, New light on the Life and Career of Vittoria Tarquini“, in: Händel-Jahrbuch 62, 2016, S. 401–414, hier: S. 411.
59. 1 2  Beth L. Glixon: „Supereminet omnes, New light on the Life and Career of Vittoria Tarquini“, in: Händel-Jahrbuch 62, 2016, S. 401–414, hier: S. 413.
60. ↑  Beth L. Glixon: „Supereminet omnes, New light on the Life and Career of Vittoria Tarquini“, in: Händel-Jahrbuch 62, 2016, S. 401–414, hier: S. 413 (Fußnote 44).
61. ↑  Beth L. Glixon: „Supereminet omnes, New light on the Life and Career of Vittoria Tarquini“, in: Händel-Jahrbuch 62, 2016, S. 401–414, hier: S. 413–414.

| Personendaten    | Personendaten                                |
| ---------------- | -------------------------------------------- |
| NAME             | Tarquini, Vittoria                           |
| ALTERNATIVNAMEN  | La Bombace; La Bambagia; Farinelli, Vittoria |
| KURZBESCHREIBUNG | italienische Opernsängerin                   |
| GEBURTSDATUM     | unsicher: um 1670                            |
| GEBURTSORT       | unsicher: Florenz                            |
| STERBEDATUM      | 1746                                         |
| STERBEORT        | Venedig                                      |